# 党巴乡
党巴乡，是中华人民共和国四川省甘孜藏族自治州巴塘县曾经下辖的一个乡。撤销甲英乡、党巴乡，设立甲英镇，以原甲英乡和原党巴乡所属行政区域为甲英镇的行政区域，甲英镇人民政府驻鱼卡通村1组18号。

## 行政区划
党巴乡撤销前下辖以下地区：
党巴村、英戈贡村、冲巴村、鱼卡通村、茶马贡村、老雅哇村和麻顶村。